# Gimnasio Nuevo León Independiente
El Gimnasio Nuevo León Independiente, anteriormente conocido como Gimnasio Nuevo León Unido, es un recinto multiusos situado en la ciudad de Monterrey, Nuevo León, México. Fue inaugurado el 7 de octubre de 2013, y es el gimnasio principal del estado y sede del equipo de baloncesto Fuerza Regia de Monterrey a partir de la temporada 2013-2014 de la LNBP. Tiene capacidad para 5000 personas. También es conocido como La Fortaleza.
El Gimnasio Nuevo León Independiente se construyó con el fin de impulsar deportes como básquetbol, voleibol y balonmano entre los niños, adolescentes, jóvenes y deportistas nuevoleoneses. En ocasiones es utilizado para eventos deportivos como la gimnasia.
Se encuentra ubicado dentro de las instalaciones del Parque Niños Héroes en un terreno de casi 18 mil metros cuadrados. Está situado en un predio que colinda con el del Estadio de Béisbol Monterrey y forma parte del conjunto de instalaciones deportivas de alto rendimiento más importante del estado. Esta situación estratégica le permite compartir estacionamientos con el estadio y demás instalaciones deportivas, optimizando así su uso.

## Instalaciones para los atletas
- Cancha de voleibol y basquetbol para entrenamiento
- Cancha de voleibol y básquetbol (oficial) para competencias
- Cancha anexa de voleibol y básquetbol (oficial) para competencias
- Área médica
- Área de masajes
- Baños, vestidores, regaderas y lockers para hombres y mujeres

## Areas comunes
- Lobby
- Prensa
- Snack
- Taquilla
- Bodegas
- Oficinas Administrativas
- Baños públicos para hombres y mujeres
- Estacionamiento hasta para 478 vehículos